# Забруднення пластиком

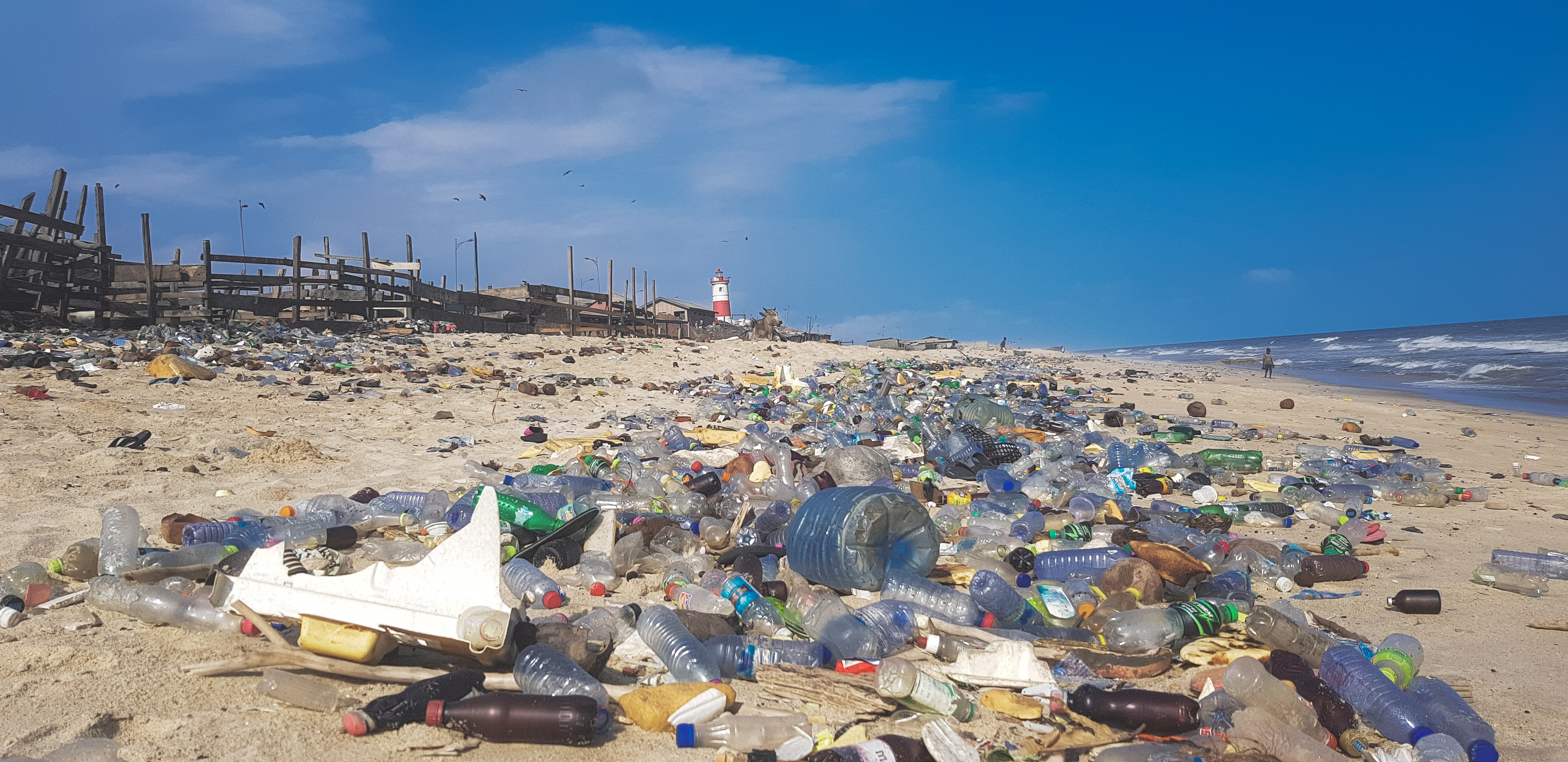
Забруднення пластиком у Гані, 2018 рік

Забруднення пластиком — це скупчення пластикових предметів і частинок (наприклад, пластикових пляшок, пакетів та забруднення пластиковими гранулами) у довкіллі Землі, що негативно впливає на диких тварин, дику природу та на людину.
Пластмаси як забруднювач класифікують на мікро-, мезо- та макросміття — залежно від розміру. Пластмаси є недорогим та довговічним матеріалом, в результаті чого рівень виробництва пластику людиною є досить високим. Однак хімічна структура більшості пластмасів робить їх стійкими до багатьох природних процесів деградації, і в результаті вони повільно розкладаються. Ці два фактори разом спричиняють широку поширеність забруднення довкілля пластиком.
Забруднення пластиком відбувається на суходолі, водних шляхах, морях та в океанах. За оцінками, щорічно від прибережних громад до океану потрапляє від 1,1 до 8,8 млн тонн пластикових відходів. Живі організми, зокрема морські тварини, страждають від механічного впливу, як от заплутування у пластикових предметах, від потрапляння пластмасових відходів у шлунок та потрапляння в їхній організм хімікатів, що перешкоджають їхній фізіології. Вплив на людей включає порушення різних біохімічних та гормональних механізмів, зокрема через вплив таких речовин як фталати, Бісфенол А (BPA) та Бісфенол S (BPS).
Станом на 2018 рік щорічно людство виробляє близько 380 мільйонів тонн пластику. З 1950-х по 2018 рік по всьому світу було вироблено 6,3 мільярда тонн пластику, з яких 9 % переробили, а ще 12 % спалили. Ця велика кількість пластикових відходів потрапляє в довкілля, і дослідження показують, що тіла 90 % морських птахів містять пластикове сміття. У деяких регіонах, аби зменшити поширення забруднення пластиком, докладають значних зусиль: зменшують споживання пластику, прибирають сміття та сприяють переробці пластику.
Деякі дослідники припускають, що до 2050 року загальна вага пластику в океанах може бути більшою за вагу усієї океанської риби.

## Типи пластикових відходів
Існують три основні форми пластику, що забруднюють середовище: мікро-, мега- та макропластик. Мега- та мікропластик накопичилися з найбільшою щільністю у Північній півкулі, їхня найбільша концентрація — навколо міських центрів та прибережних територій. Пластик можна знайти на узбережжі деяких островів через течії, що приносять сміття. Як мега-, так і макропластик містяться в упаковках, взутті та інших домашніх предметах, що були вимиті з кораблів або викинуті на сміттєзвалища. Речі, пов'язані з риболовлею, найчастіше знаходять на віддалених островах. Ці категорії пластику також часто називають як мікро-, мезо- та макросміття.
Пластикові відходи класифікують на первинні та вторинні. Первинними є пластмаси у своєму первісному вигляді: наприклад, пляшкові корки, недопалки та мікробісер. До вторинних пластмасів відносять менші пластмаси, що стали наслідком деградації первинних.

### Мікропластик
Мікропластик — це пластикові шматочки розміром від 2 до 5 мм. Пластикові уламки, які спочатку є мезо- або макросміттям, можуть перетворитися на мікросміття внаслідок деградації або зіткнення, що розбиває їх на ще дрібніші уламки. Мікропластик можна переробити для виготовлення нових пластикових предметів, але під час виробництва він легко потрапляє у навколишнє середовище через свої невеликі розміри. Часто потрапляє до океанських вод через річки та течії. Мікропластик, який лишається від очисних та косметичних засобів, називають скрабом. Оскільки мікропластик та скраби дуже малі за своїми розмірами, організми-фільтратори часто їх споживають. Мікропластик може бути замаскований: так, багато продуктів косметики, особливо ті, якими жінки очищають шкіру обличчя, містять в складі ексфоліанти (маленькі пластикові кульки).
Рослини втрачають здатність запасати поживні речовини через забруднення мікропластиком. В першу чергу це стосується трьох основних зернових культур: пшениця, рис та кукурудза.
Мікропластик потрапляє в океан випадаючи з транспортних суден або припливаючи з наземних джерел. Організація Ocean Conservancy повідомляє, що Китай, Індонезія, Філіппіни, Таїланд та В'єтнам скидають у море більше пластику, ніж усі інші країни, разом узяті. За підрахунками, 10 % пластмаси в океані — це мікропластик, що робить його одним із найпоширеніших видів пластикового забруднення, поряд із пластиковими пакетами та контейнерами для продуктів. Цей мікропластик циркулює у Світовому океані та спричиняє циркуляцію стійких біоакумулюючих токсинів, таких як бісфенол А, полістирен, ДДТ та ПХБ, які мають гідрофобний характер і можуть спричинити несприятливий вплив на здоров'я.
2004 року Річард Томпсон з Університету Плімуту, Велика Британія, провів дослідження, яке виявило велику кількість мікропластику на пляжах і водах Європи, Америки, Австралії, Африки та Антарктиди. Томпсон та його колеги виявили, що пластикове сміття як із побутових, так і з промислових джерел розбивається на значно менші пластикові уламки, деякі з яких мають діаметр менший за людське волосся. Допоки ці уламки не з’їдають морські тварини, вони продовжують плавати на поверхні води. Томпсон передбачає, що на 1 кв. км морської поверхні плаває близько 300 000 пластикових уламків і ще 100 000 уламків на 1 кв. км лежать на морському дні. 2009 року організація International Pellet Watch зібрала зразки гранул із 30 пляжів 17 країн, які потім проаналізувала на органічні мікрозабруднювачі. Було встановлено, що гранули, знайдені на пляжах Америки, В'єтнаму та Південної Африки, містять сполуки пестицидів, що свідчить про високе використання пестицидів у районах.
В столиці Голландії птахи будують з мікропластику гнізда. Такі гнізда зберігаються довго, на відміну від гнізд, що будують птахи зазвичай з природних матеріалів. Наразі невідомо як впливає такий пластик на здоров'я пташенят, що живуть у гніздах. 

#### Нанопластик
Наночастинки пластику зараз широко визнані значною та постійно зростаючою небезпекою у водному та ґрунтовому середовищах. Ці частинки, визначені як пластик розміром до 1000 нм у своєму найбільшому розмірі, потрапляють у навколишнє середовище як у вигляді первинних продуктів, так і через розкладання більших пластикових відходів. Вони мають потенціал бути дуже мобільними, враховуючи їхній невеликий розмір, що викликає занепокоєння щодо їх глобального поширення. Крім того, наночастинки пластику здатні адсорбувати різноманітні інші забруднювачі, включаючи важкі метали, фармацевтичні препарати та пестициди, і, таким чином, можуть збільшити рухливість цих шкідливих матеріалів.

## Основні країни, що забруднюють пластиком

### Забруднювачі внаслідок неправильного поводження з пластиком
Топ-12 забруднювачів внаслідок неправильного управління пластиком
Станом на 2018 рік у Світовий океан щороку потрапляє близько 513 мільйонів тонн пластмаси, з яких 83,1 % потрапляють із наступних 20 країн: Китай — найбільший забруднювач внаслідок неправильного поводження з пластиковими відходами, який викидає в море 27,7 % всіх відходів, друга Індонезія з 10,1 %, треті Філіппіни з 5,9 %, четвертий В'єтнам із 5,8 %, п'ята Шрі-Ланка з 5,0 %, шостий Таїланд із 3,2 %, сьомий Єгипет із 3,0 %, восьма Малайзія з 2,9 %, дев'ята Нігерія з 2,7 %, десятий Бангладеш із 2,5 %, одинадцята Південна Африка з 2,0 %, дванадцята Індія з 1,9 %, тринадцятий Алжир із 1,6 %, чотирнадцята Туреччина з 1,5 %, п'ятнадцятий Пакистан із 1,5 %, шістнадцята Бразилія з 1,5 %, сімнадцята М'янма з 1,4 %, вісімнадцяте Марокко з 1,0 %, дев'ятнадцята Північна Корея з 1,0 % і двадцяті США з 0,9 %. Решта країн світу разом викидають у Світовий океан 16,9 % від усіх пластикових відходів, згідно з дослідженням Jambeck et al (2015) журналу Science.
Усі країни — члени Європейського Союзу в сумі зайняли б 18-те місце в списку.
Дослідження 2019 року розраховувало кількість пластикових відходів внаслідок неправильного поводження в мільйонах тонн (млн т) на рік:
- 52 млн т — Азія
- 17 млн т — Африка
- 7,9 млн т — Латинська Америка та Кариби
- 3,3 млн т — Європа
- 0,3 млн т — США та Канада
- 0,1 млн т — Океанія (Австралія, Нова Зеландія тощо)[40]

## Боротьба із забрудненням
У 2019—2021 роках у боротьбу з пластиковим забрудненням вступило друге та третє покоління бар'єрних перехоплювачів The Ocean Cleanup, які збирають мікропластик в океані. Проте існує загроза шкоди деяким формам морських організмів, особливо нейстону.